# 蛇鹈
蛇鹈属（Anhinga）是蛇鹈科（Anhingidae）的唯一一个属。该属有四个现存的种，其中有三种很常见且分布广泛，而第四种较为罕见，并被国际自然保护联盟归为近危物种。使用“蛇鸟”一词时，通常没有任何修饰，涵盖了异域物种形成的出现在任何地区的任何物种。这个名字来源于它们细长的脖子。当它们把身体潜在水下游泳时，或者在炫耀结合期配对的蛇鸟扭动脖子时，它们的脖子拥有蛇一样的外观。而“蛇鹈”则会加上一个地理学词汇，用来指特定的种类。它们捕食的方式是，用其薄而尖的喙刺穿鱼。在美国南部，有时也称它们为“水火鸡”，但实际上蛇鹈与野生火鸡完全无关，尽管它们有许多共同点，比如，它们都是大型的、黑色的鸟儿，都有长尾巴，并且有时作为食物被捕猎。

## 描述

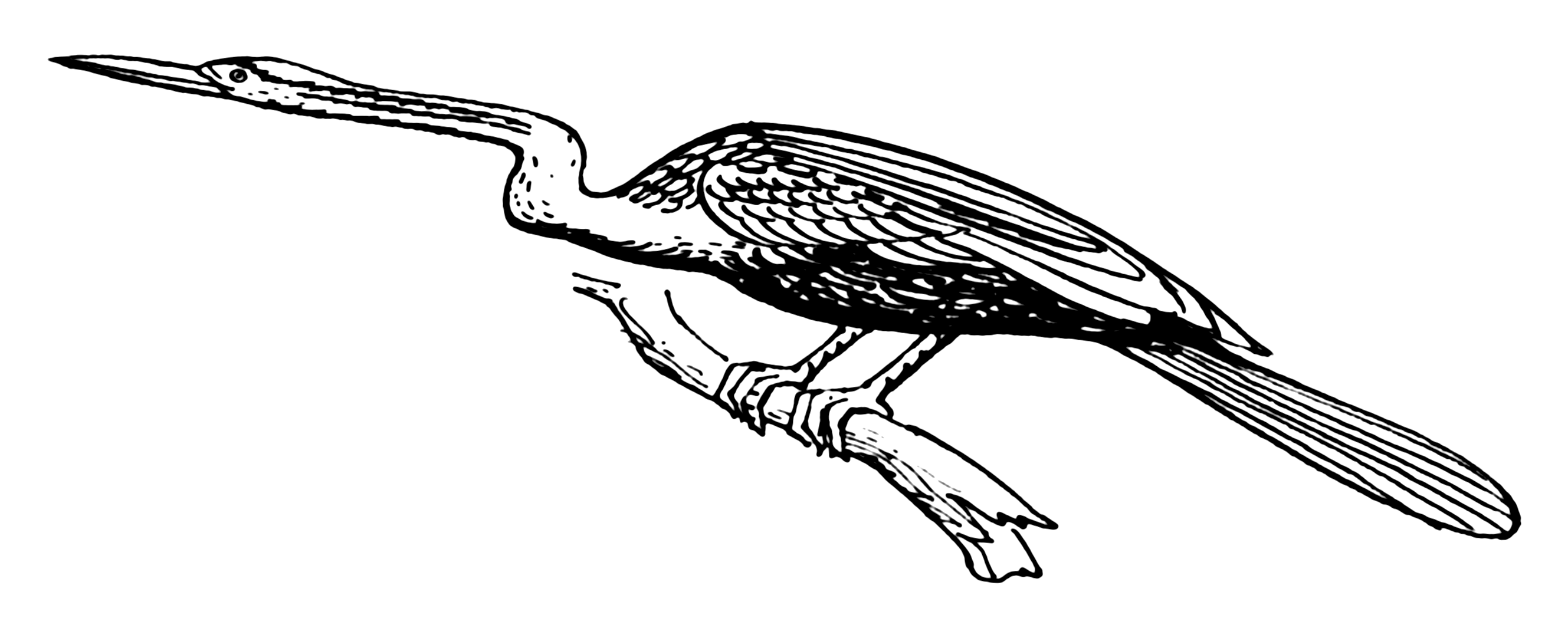
画中的蛇鹈站在树枝上，保持警惕状态

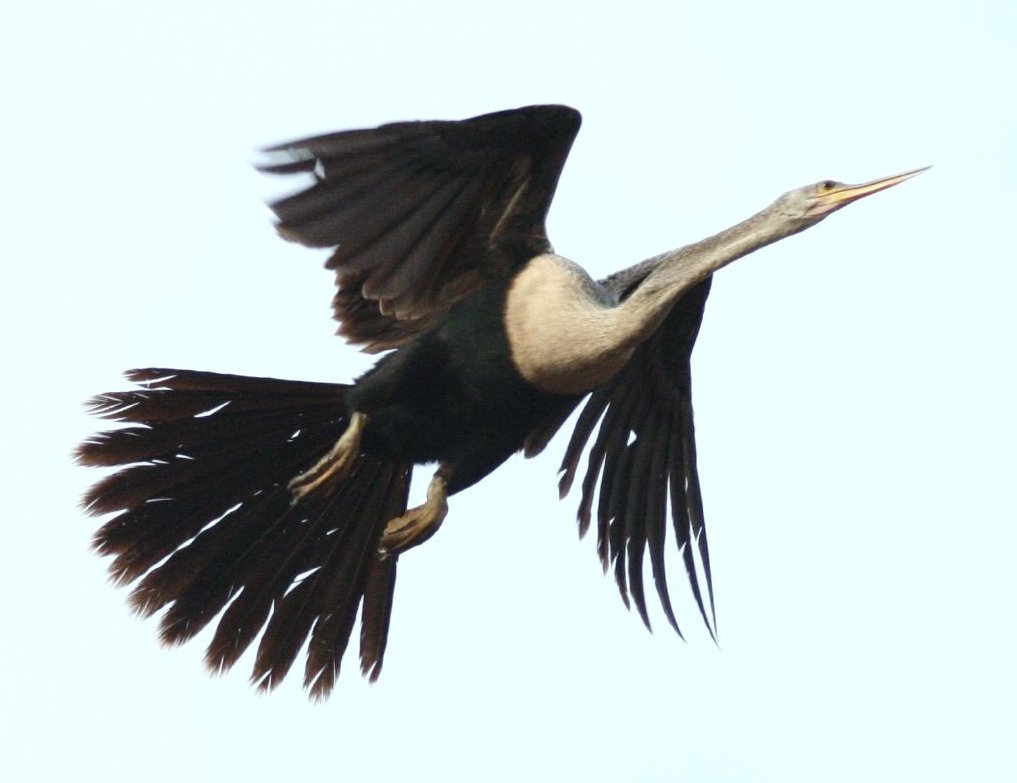
雌性美洲蛇鹈正在起飞

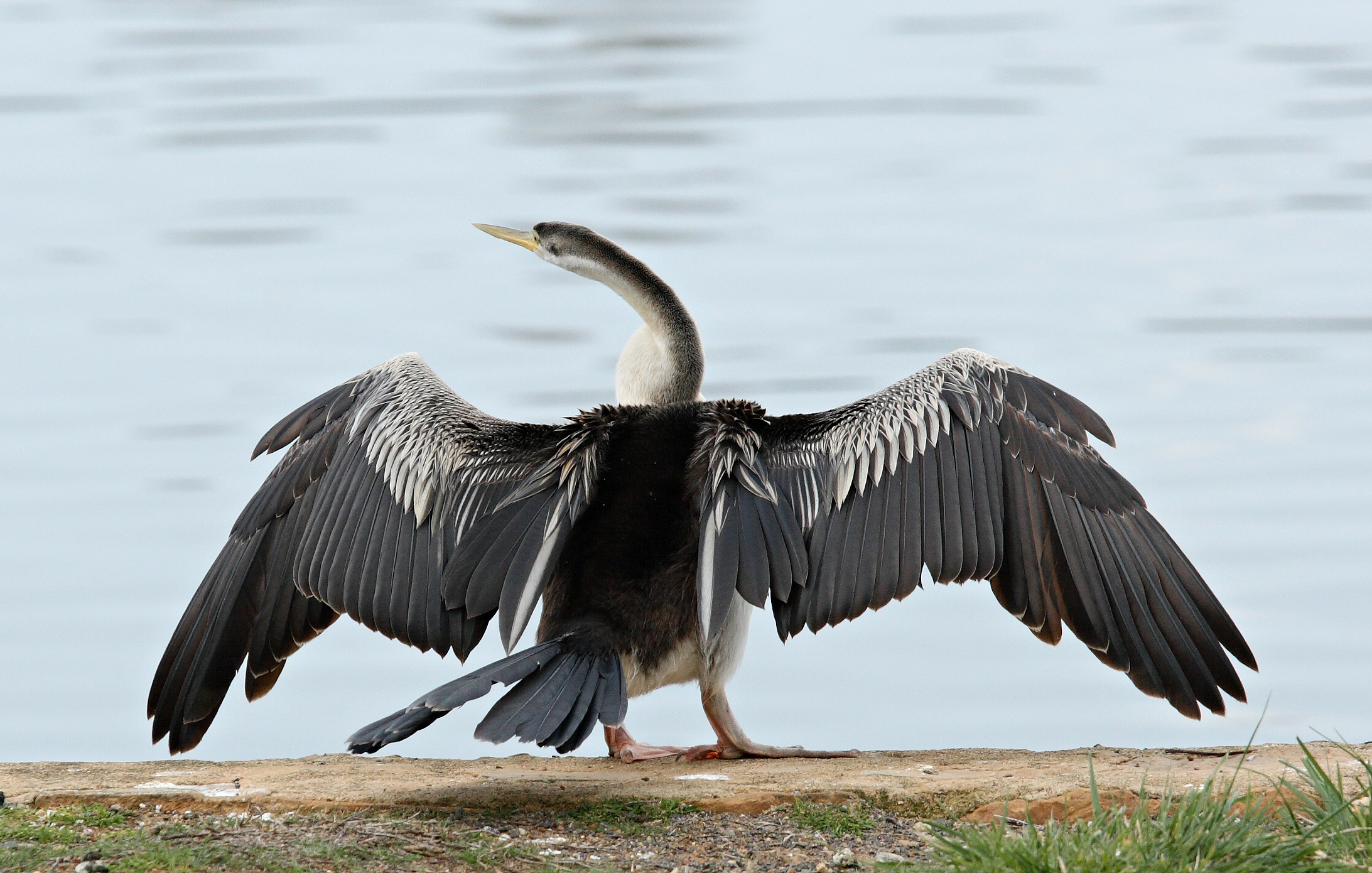
大洋洲蛇鹈正在晾翅膀

蛇鹈是一种两性异形的换羽大鸟。他们的体长约80至100（31至39英寸），翼展约120（47英寸），体重约1,050至1,350克（37至48盎司）。雄蛇鹈的羽毛呈黑色或深棕色，脖子上有个短的向上的弯，喙比雌蛇鹈大。雌蛇鹈的羽毛颜色要浅得多，尤其是颈部和腹部，而且雌蛇鹈的体形较大。在长长的肩胛和上覆羽上，它们都长有灰点。蛇鹈尖锐的喙有着锯齿状边缘和索腭型的腭，而且没有外鼻孔。蛇鹈有完整的蹼，他们的腿很短，并且长在身体非常靠后的部位。
蛇鹈不换羽，但是露出的部分会虽季节改变颜色。在繁殖季节，他们的小喉囊由粉色或黄色变为黑色，而裸露的面部皮肤由黄色或黄绿色变为绿松色。它们的虹膜随季节在黄色、红色或棕色之间变化。刚孵出来的小蛇鹈没有羽毛，但很快就长出白色或黄褐色的绒羽。
蛇鹈在飞翔或栖息时，叫声中会含有一种滴答声或咔哒声。在筑巢时，成年蛇鹈通过嘎嘎声、呼噜声或格格声来交流。在繁殖期，成年蛇鹈有时会发出鸦叫声或叹息声，或者发出嘶嘶的叫声。雏鸟则通过啸声或粗叫声来交流。

## 分布与生态

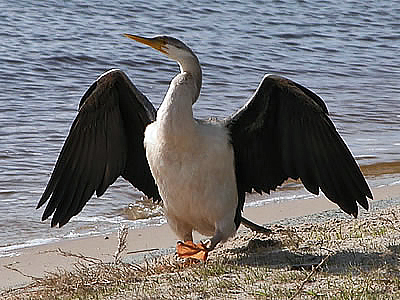
雌性大洋洲蛇鹈在晾翅膀

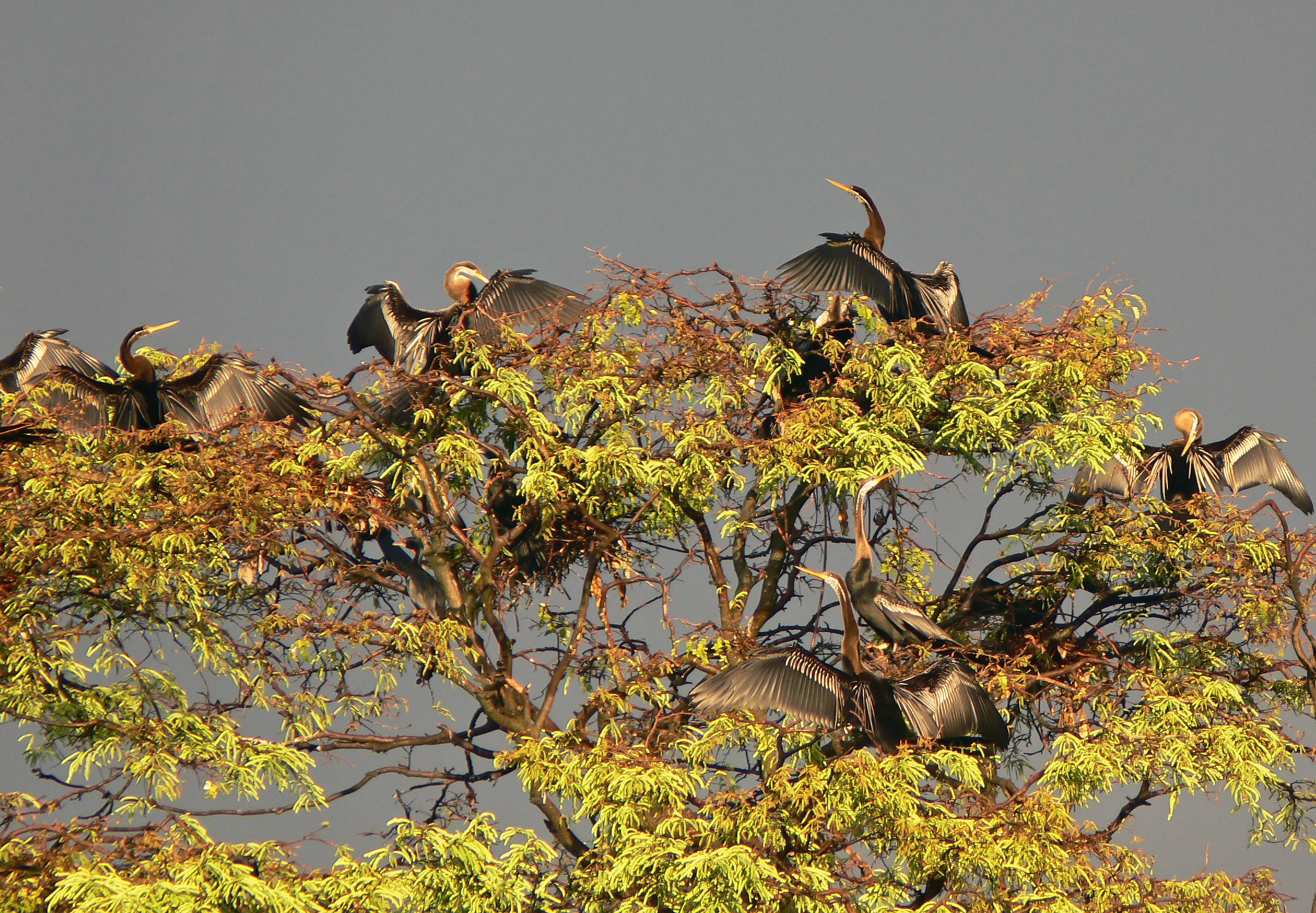
黑腹蛇鹈在印度喀拉拉邦卡莱顿卡拉的筑巢地

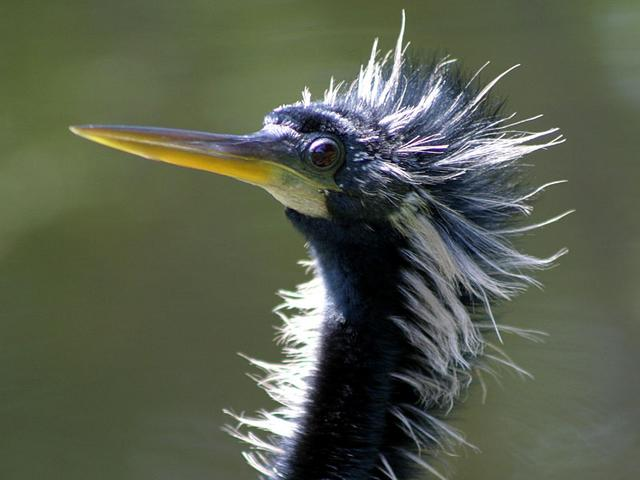
一只雄性美洲蛇鹈

蛇鹈主要是分布在热带，在亚热带也有分布，偶尔还会进入温带地区。它们通常生活在淡水的湖泊、河流、湿地和沼泽中，有时也会出现在沿海的半海水河口、海湾、潟湖及红树林中。它们大多数属于留鸟，不迁徙；但是在分布区域中最冷地区生活的蛇鹈也可能会迁徙。他们的首选飞行模式是盘旋和滑翔；在振翅飞行中，它们都显得很笨拙。在陆地上，蛇鹈走路时采用高步态，往往展开翅膀以保持平衡，就像鹈鹕一样。它们往往聚集成群，有时多达上百只，并经常与鹳、鹭或朱鹭一起。但它们对巢又有着高度的领土感，尽管它们只是移民筑巢者。如果有任何其它鸟类敢于尝试进入到它们长长的颈和喙的范围内，在繁殖的一对蛇鹈，尤其是雄性，都会去啄那些鸟。黑腹蛇鹈已经是近危物种。栖息地破坏以及其它的人类干扰因素（例如捡走它们的蛋和农药的过度使用），都是蛇鹈数量下降的主要原因。

### 饮食
蛇鹈主要吃中型的鱼；少数情况下，它们也吃其它的水生脊椎动物和个头相对较大的无脊椎动物。这些鸟儿用脚划水，潜入水中，悄悄地追上并伏击它们的猎物；然后用它们尖锐的喙刺穿那些动物。它们潜水不深，而是利用自己较低的浮力。这种低浮力来自于可湿润的羽毛、小气囊和更致密的骨骼。颈椎下侧的5-7节是龙骨，可以让肌肉附着其上，从而形成一个类似铰链的机构，使颈部、头部和喙可以向前伸出，像投掷标枪一样。在刺伤猎物之后，它们会返回水面，将食物扔到空中，并再次抓住它，这样它们就可以使猎物头朝下将其吞掉。像鸬鹚一样，它们有一个残留的尾脂腺，它们的羽毛在潜水时会变湿。为了在潜水之后把羽毛弄干，蛇鹈会找一个安全的地方，把翅膀展开。蛇鹈会经历一个同步所有初级和次级换羽的过程，这使得它们暂时无法飞行，但也有些个体会经历不完全的换羽。

### 捕食
蛇鹈的天敌主要是大型肉食鸟类，包括雀形目，如澳洲渡鸦（Corvus coronoides）和家鸦（Corvus splendens），以及猛禽，如沼泽鹞（Circus aeruginosus复合体）或玉带海雕（Haliaeetus leucoryphus）。也有人指出，鳄鱼（Crocodylus）也会捕食蛇鹈。但是，许多潜在的捕食者知道最好不要去抓蛇鹈。因为蛇鹈的长颈和尖喙加上其“投标枪”的机制，使得作为捕食者的鸟类，甚至是较大的食肉哺乳动物处于危险之中。而且实际上它们将向捕食者发起攻击，而不是被动防御或逃跑。

### 繁殖
它们通常在自己的栖息地繁殖，偶尔也跟鸬鹚或苍鹭混在一起。蛇鹈至少在一个繁殖季里采取单配偶制配对。有许多不同类型的用于求偶的炫耀方式。为了吸引雌性，雄性用来炫耀的方式包括：举起（但不伸展）翅膀并交替摇晃，弯脖并前伸自己的喙，或把树枝递给潜在的配偶。为了加强它们的配对关系，情侣们摩擦它们的喙，一起挥动、伸直或弯曲它们的脖子。当一只去巢里替换另一只时，它们会使用与雄性求偶时相同的炫耀动作；换岗时，它们也可能互相“打哈欠”。
在其范围的北端，繁殖是季节性的（在3、4月达到顶峰）；而在其它地方，全年都有蛇鹈在繁殖。蛇鹈的巢由树枝搭建，并内衬树叶；它们搭建在树上或芦苇中，一般会靠近水。通常，雄鸟收集筑巢材料，并带给雌鸟，而雌鸟负责大部分实际的搭建工作。巢的搭建只需要几天时间（大约最多三天），然后它们就在巢里交配。一窝蛋有两到六个（通常四个左右），呈浅绿色。雌鸟在24-48小时内就会产卵，从下第一个蛋开始，在25至30天内这些蛋就会陆续孵化成幼鸟。为了给鸟蛋提供温暖，父母会用带蹼的大脚覆盖鸟蛋，因为与它们的近亲类似，它们没有孵卵斑。最后孵出的一只幼鸟通常只有很少的食物，因此会挨饿几年。蛇鹈采用双亲照顾，而幼鸟被认为是需要哺育的。雏鸟在年幼时，需要接受父母通过返流提供的部分消化食物，随着年龄的增长再过渡到完全自己进食。羽化后，在它们学习自己猎食期间，父母还要继续哺育大约两个星期。
这些鸟大约两年后性成熟，通常能活九年左后。蛇鹈的寿命最长可能达到大约十六年。
蛇鹈蛋可食用，而且有些人觉得很美味；当地可能有些人会去捡蛇鹈蛋吃。偶尔也有人吃成鸟，因为它们的肉比较多（与家鸭相比）；与其它吃鱼的鸟类似，例如鸬鹚或秋沙鸭，它们的味道并不是特别好。在某些地方，也有人捡蛇鹈蛋和雏鸟来喂养小孩。有时这是为了食物，但是在阿萨姆邦和孟加拉，一些游牧民族也会训练蛇鹈用作鸬鹚捕鱼。随着近几十年越来越多的游牧民族在此定居，这种文化遗产正面临着消失的危险。另一方面，图皮人似乎认为蛇鹈这种鸟是生病的预兆。

## 分类与进化

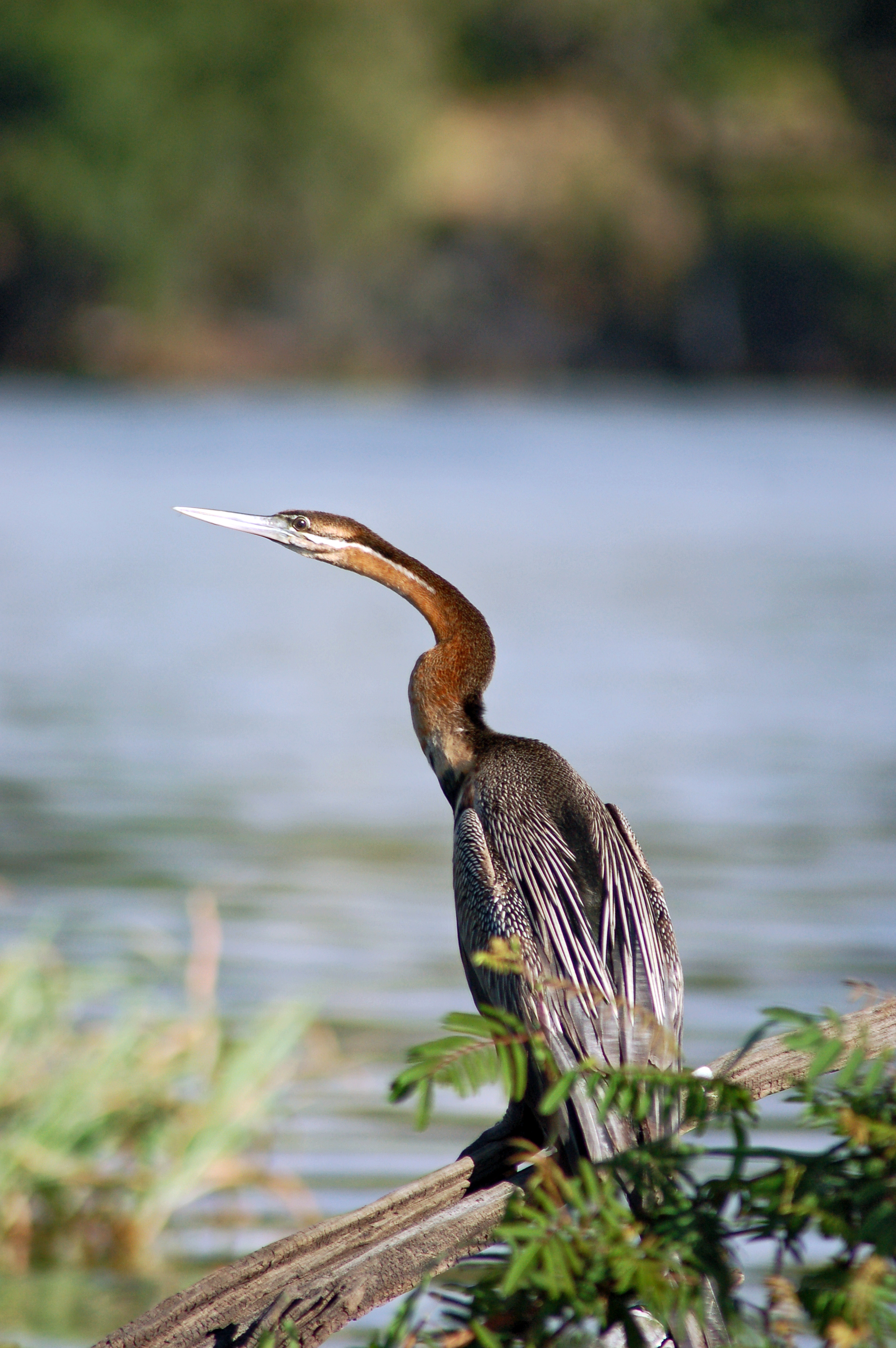
非洲蛇鹈在博茨瓦纳宽多河的河滨

最早介绍蛇鹈属的是法国动物学家马蒂兰·雅克·布里松，1760年他以美洲蛇鹈作为模式种介绍到西方。Anhinga衍生自图皮语的ajíŋa (也转录为áyinga或ayingá），它在当地神话中指的是恶毒的邪灵森林精灵；它通常被翻译为“魔鬼鸟”。当该名称被转为图皮-葡萄牙语一般语言时，变成了anhingá或anhangá。然而，在1818年首次作为英文词汇记录使用，它指的是旧大陆的蛇鹈。从那以后，它也被用于整个的现代蛇鹈属。
该科与鲣鸟目的其它科，如鸬鹚科（鸬鹚属、小鸬鹚属和蓝眼鸬鹚属）和鲣鸟科（鲣鸟属、阿波特鲣鸟属和大鲣鸟属）关系密切。鸬鹚和蛇鹈的身体和腿部骨骼极为相似，它们可能属于姐妹群。实际上，几块蛇鹈化石最初就被认定为鸬鹚（见下文）。一些早期的作者将蛇鹈作为蛇鹈亚科（Anhinginae）包含在鸬鹚科中，但现在通常认为这是过度统合了。然而，由于这与化石证据非常吻合，:65–67一些人将蛇鹈与鸬鹚统合在一个鸬鹚总科（Phalacrocoracoidea）中。:207:100:67–70
鲣鸟也通过其特征展示行为而被归为一类，这与解剖学和核酸序列数据所显示的系统发生树一致。而蛇鹈所缺少的展示行为，有很多与塘鹅一致，也有几种与鸬鹚一致，这些都是共有祖征，而军舰鸟、鹲和鹈鹕却没有。蛇鹈展示时用舌骨来拉伸喉囊，这一点与鸬鹚相似，但与其它鸟类不同。配偶的指向性展示是否是蛇鹈和鸬鹚的另一个共有衍征（该衍征再次落在了某些鸬鹚身上），或者蛇鹈和那些这样做的鸬鹚是否是独立进化的，尚不明确。雄性张翅的展示动作似乎是鲣鸟的一个共有衍征。在举起翅膀展示的时候，蛇鹈会保持腕部弯曲，这一点与几乎所有的鸬鹚相似，但与几乎所有的塘鹅和鲣鸟不同。但是它们在起飞前还会表现出交替挥舞翅膀，这一点却是独一无二的。它们在行走时常常张开翅膀来保持平衡，可能是蛇鹈的独有衍征。这是必然的，因为它们比其它鲣鸟目动物更胖。
在传统上，鲣鸟目动物被包含在鹈形目中，后来则被划入“水鸟类”的一个并系群。一些所谓的共同特征，像全脚蹼和外露的喉囊，现在已经知道这属于趋同演化，而且鹈鹕显然与鹳的亲缘关系更近，而不是鲣鸟。因此，鲣鸟和军舰鸟，以及一些史前时代的“亲戚”，渐渐被分离出来，成为鲣鸟目，有时也称为“Phalacrocoraciformes”。:100:67–70

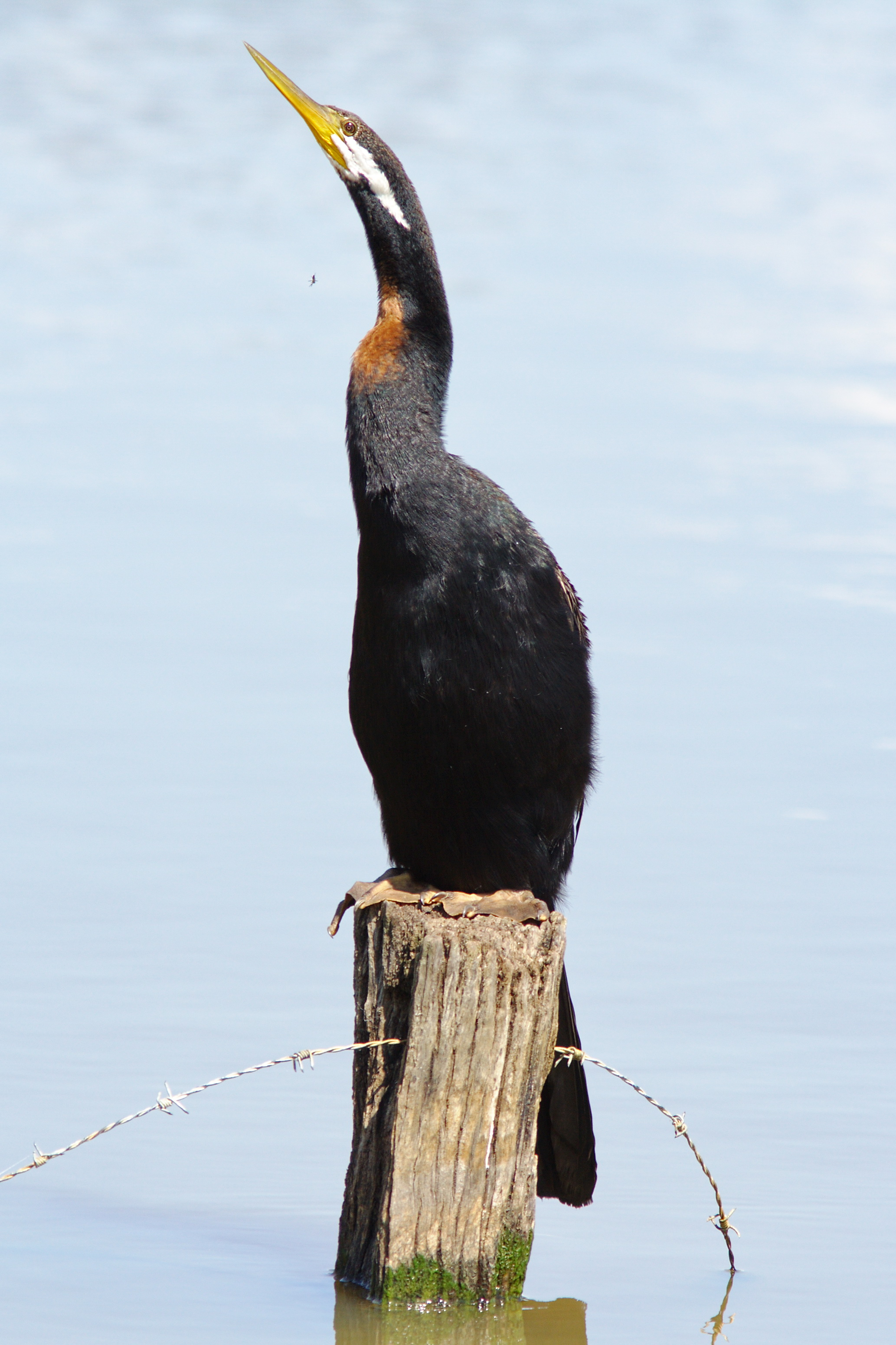
雄性澳大拉西亚蛇鹈
A. novaehollandiae

### 现存物种
蛇鹈有四个现存的物种，但在旧大陆它们往往被归类在一起作为黑腹蛇鹈的亚种。它们可以和更加不同的美国蛇鹈一起，形成一个超种：:207
- 美洲蛇鹈 Anhinga anhinga
- 黑腹蛇鹈 Anhinga melanogaster
- 红蛇鹈 Anhinga rufa
- 澳洲蛇鹈 Anhinga novaehollandiae

仅仅通过骨头得知的已灭绝的来自毛里求斯和澳大利亚的蛇鹈，被描述为Anhinga nana（毛里求斯蛇鹈，Mauritian darter）和Anhinga parva。但这些实际上分别是被错认的长尾鸬鹚（Microcarbo/Phalacrocorax africanus）和小花鸬鹚（M./P. melanoleucos）的骨头。但在前一种情况下，那些遗骸比地理上最接近的马达加斯加岛上的现存长尾鸬鹚种群的体型更大：因此它们可能属于一种已经灭绝的亚种（毛里求斯鸬鹚，Mauritian cormorant），必须将其称为Microcarbo africanus nanus (or Phalacrocorax a. nanus)–相当具有讽刺意味的是，拉丁语词汇nanus表示侏儒。晚更新世的美洲蛇鹈（Anhinga laticeps）与澳大拉西亚蛇鹈没有明显区别；它可能是末次冰期一个大型渐变种。:206

### 化石记录

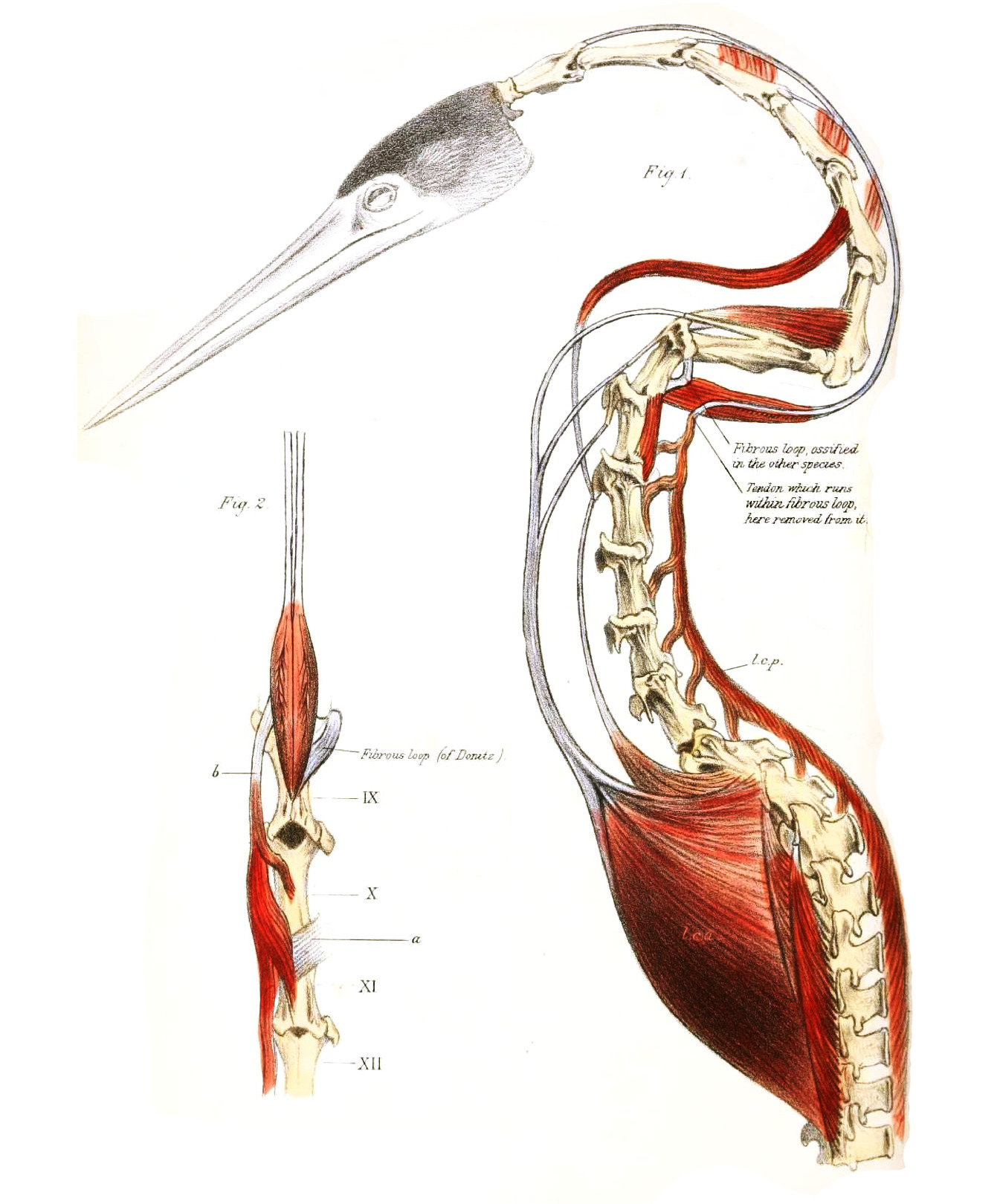
颈部的脊骨、肌腱和肌肉组织显示出细长的椎骨（3至8），可以进行投射运动。沿脊柱后面的肌腱，连接到位于缩短的第九椎骨的纤维桥（“弗里德里希·卡尔·威廉·邓尼兹桥”）下。

蛇鹈的化石非常密集，但很已经非常具有衍征性，并且似乎缺乏其基础。鲣鸟目中的其它科依次出现在整个始新世中，已经知道最独特的军舰鸟差不多在50Ma（百万年前）就存在了，且有可能源于古新世。所发现的塘鹅化石可追随到始新世中期（约40 Ma），而鸬鹚的化石只比它晚一点。蛇鹈作为一个独特的世系，其起源想必大约在50-40Ma，也许更早一点。:67–70
已知的蛇鹈化石可追溯到中新世早期；化石记录了大量与现存蛇鹈类似的史前蛇鹈，也记录了一些现已绝灭的更加独特的属。南美洲的多样性最高，因此该科很可能是在那里起源的。最终灭绝的一些属体型很大，并且发现史前蛇鹈有不会飞的趋势。它们的独特性受到质疑，但这是由于假想的“Anhinga”fraileyi更类似于Macranhinga（蛇鹈科一个已经灭绝的属），而不是由于它们类似于现存物种：
| 拉丁名      | 中文名     | 命名者                 | 命名时间 | 生存年代                           | 生存区域     | 备注                      |
| ----------- | ---------- | ---------------------- | -------- | ---------------------------------- | ------------ | ------------------------- |
| Meganhinga  | 大蛇鹈     | Alvarenga              | 1995     | 中新世早期                         | 智利）       |                           |
| “Paranavis” | “巴拉那鸟” |                        |          | 中新世中后期                       | 阿根廷巴拉那 | 一个裸名                  |
| Macranhinga | 小蛇鹈     | Noriega                | 1992     | 中新世中后期–中新世后期/上新世早期 | 南美洲中南部 | 可能包括“Anhinga”fraileyi |
| Giganhinga  | 巨蛇鹈     | Rinderknecht & Noriega | 2002     | 上新世晚期/更新世早期              | 乌拉圭       |                           |

美洲蛇鹈
据推测，美洲蛇鹈的史前成员分布在与今天类似气候中，在更热更湿的中新世分布到欧洲。凭借它们超强的耐力和大洲范围的分布能力（已被美洲蛇鹈和旧大陆的超种所证明），较小的血统已经存活了20Ma以上。化石证据表明，物种的生物地理学中心在赤道周围，较年轻的物种从美洲向东扩展，哈德里环流圈似乎是该属成功和生存的主要驱动力：:206
| 名称                 | 命名者                     | 命名时间 | 生存年代及区域                                                                  | 备注                    |
| -------------------- | -------------------------- | -------- | ------------------------------------------------------------------------------- | ----------------------- |
| Anhinga walterbolesi | Worthy                     | 2012     | 渐新世晚期到中新世早期，澳大利亚中部                                            |                         |
| Anhinga subvolans    | Brodkorb                   | 1956     | 中新世早期，美国托马斯农场（Thomas Farm）                                       | 曾被划为鸬鹚            |
| Anhinga cf. grandis  |                            |          | 中新世中期，哥伦比亚–？上新世晚期，南美洲中南部                                 | [ 注 7 ] [ 21 ] [ 23 ]  |
| Anhinga sp.          |                            |          | Sajóvölgyi中新世中期，匈牙利马特劳瑟勒什                                        | A. pannonica？:74       |
| "Anhinga" fraileyi   | Campbell                   | 1996     | 中新世晚期–？上新世早期，南美洲中南部                                           | 可能属于Macranhinga     |
| Anhinga pannonica    | Lambrecht                  | 1916     | 中新世晚期，欧洲中部？和突尼斯、东非、巴基斯坦和泰国–？Sahabi上新世早期，利比亚 | :206:73                 |
| Anhinga minuta       | Alvarenga & Guilherme      | 2003     | 苏里摩希中新世晚期/上新世早期，南美洲中南部                                     | [ 注 11 ] [ 23 ]        |
| Anhinga grandis      | Martin & Mengel            | 1975     | 中新世晚期–？上新世晚期，美国                                                   | :206                    |
| Anhinga malagurala   | Mackness                   | 1995     | 阿林厄姆上新世早期，澳大利亚查特斯塔                                            | [ 注 13 ] [ 16 ] [ 21 ] |
| Anhinga sp.          |                            |          | 上新世早期，美国骨头谷                                                          | A. beckeri？            |
| Anhinga hadarensis   | Brodkorb & Mourer-Chauviré | 1982     | 上新世晚期/更新世早期，非洲东部                                                 | :206                    |
| Anhinga beckeri      | Emslie                     | 1998     | 更新世早期–晚期，美国东南部                                                     | [ 注 14 ] [ 16 ]        |

Protoplotus是一种古近纪来自苏门答腊的小伞形龙（phalacrocoraciform），在过去被认为是一种原始的蛇鹈。但是，它也被归入自己的科（Protoplotidae）中，并且可能是Sulae的一个基群成员和/或接近鸬鹚和蛇鹈的共同祖先。:206:62–63